# Didier Régnier
Pour les articles homonymes, voir Régnier.
Didier Regnier est un animateur de télévision français.

## Biographie
(juin 2021).
- Étudiant au lycée Fabert de Metz
- Faculté de Droit de Nancy
- 1978 : lauréat de La Course autour du monde.
- 1984 : animateur et rédacteur en chef du Grand raid.
- 1985 : grand reporter au magazine des droits de l'homme Résistances.
- 1988 : animateur de Sagarmatha 88, première liaison directe depuis l'Everest.
- animateur de Samedi passion avec Gérard Holtz, Aventures voyages, Samedi aventure.
- rédacteur en chef de C'est au programme.
- présentateur officiel du festival Aventure et Découverte.
- 2016: Il quitte c'est au programme, pour réaliser des documentaires, écrire des livres...